# Meme coin
Un meme coin, memecoin ou meme token (litt. « pièce/jeton de mème ») est une cryptomonnaie basée sur un mème Internet, ou qui a pour origine une caractéristique humoristique, ironique, une blague ou image virale sur internet. Ces actifs numériques sont considérés comme particulièrement volatils et spéculatifs. Début 2025, la seconde administration Trump a reclassé les pièces mèmes et des jetons non fongibles (NFT) en « objets de collection », leur donnant une valeur culturelle et commémorative plus que monétaire. Les memecoins peuvent être créés dans différentes blockchains de crypto comme sur Solana. Le coin se présente souvent sous une adresse comme celle-ci : DgG3eUeQLnGg3cVGRMXjhWiJVF3yg2UWYLCuBoepump.

## Éléments de définition
Les meme coins sont des actifs numériques parodiques et hautement volatiles dont l'histoire est récente[Quand ?].

## Histoire
L'attention des médias et du grand public a été portées vers les meme coins quand certains ont atteint des niveaux de capitalisation très élevés, principalement le Dogecoin, qui a bénéficié du soutien d'Elon Musk, et le Shiba Inu. 
À la suite d'un certain succès dans la sphère des cryptomonnaies en 2021, de nombreux meme coins sont apparus, parfois considérés comme sulfureux et à haut-risque pour les investisseurs. En octobre 2021, il y avait environ 124 différents meme coins en circulation sur le marché. En 2024, 13 millions de meme coins ont été créés, pour une valeur marchande combinée supposée estimée à environ 100 milliards de dollars. 
PolitiFi : Jusqu'en 2024, le secteur politique était peu représenté dans le domaine de la blockchain et des crypto-monnaies, hormis via quelques memecoins associés à des personnalités politiques célèbres et/ou à des événements d'actualité, dans un marché où ces premières pièces politiques pouvaient être considérées comme une simple « forme de jeu, où investir dans une pièce signifie parier que les nouvelles augmenteront l’intérêt pour celle-ci ». Puis, aux Etats-Unis, certains de ces mème coins ont été émis par des groupes politiques et d'influence de droite. Ces groupes, surfant sur la « nature virale des mèmes et la participation active des communautés sur les réseaux sociaux » ont commencé à combiner des cryptoactifs à des opérations de communication politique (on parle de PolitiFi),,, pour produire des « tokens politiques » ou « memecoins politiques », spécifiquement conçus, « à l’intersection du divertissement et de la finance », de manière à les rendre attrayants pour séduire le public des jeunes et les amener, parfois sans qu'ils en soient conscients, à soutenir et financer des partis politiques, des candidats ou des campagnes électorales. C'est le cas par exemple avec le MAGA Coin (un memecoin lié à Donald Trump et à son slogan "Make America Great Again"), au Doland Tremp (TREMP) et le Kamala Horris (KAMA) : trois tokens intégrés dans une blockchain et inspirés de personnalités politiques avec des noms légèrement modifiés pour un effet supposé humoristique ou limitant le risque de poursuite judiciaire. Ces memecoins ont l'inconvénient d'être hautement volatils et spéculatifs, et exposés à des risque de manipulation par des acteurs influents.
Début 2025, la  nouvelle administration Trump a reclassé les pièces mèmes et les jetons non fongibles (dits NFT) en « objets de collection », portant leur accent vers une valeur culturelle et commémorative plus que monétaire. Selon une étude publiée par David Krause (qui étudie les cryptoactifs à la Marquette University dans le Milwaukee), « ce changement réglementaire marque une rupture par rapport aux approches antérieures axées sur l’application de la loi, cherchant à positionner les États-Unis comme un leader de l’innovation crypto (...) elle soulève des questions cruciales sur la stabilité des marchés, les considérations éthiques et la protection des investisseurs » et il faut selon Krause se garder d’excès de confiance et de ses vulnérabilités systémiques. Il appelle à la création d'un « cadre réglementaire équilibré qui concilie la nature dynamique des marchés des cryptomonnaies avec des mesures de protection solides pour les participants au marché et une intégrité financière plus large ».

## Spéculation
Pour les investisseurs et le marché, les meme coins sont des actifs sans valeur intrinsèque ; leur valeur, momentanée, n'est que le reflet du buzz médiatique créé sur certains réseaux sociaux (Twitter devenu X essentiellement) ; ils sont donc particulièrement (voire uniquement) spéculatifs, et par définition vulnérables à la manipulation mentale des acheteurs, et aux manipulations du marché financier. Ceci rend aussi ces actifs intrinsèquement sujets à une extrême volatilité, et propice à des usages dans des activités illicites (voire simplement « absurdes »), car leur valeur n'est indexée que sur leur popularité,.
Début mai 2023, les meme coins subissent un krach de plusieurs dizaines de pourcents, après une hausse fulgurante. Les plus populaires sont alors ORDI, PEPE ou MEME.
En mars 2024, les meme coins les plus populaires sont le Dogecoin, le Shiba Inu, le Pepe, le Floki, le Bonk et le CorgiAI. En avril 2024, des meme coins comme le LIKE ou le MOONKE meurent progressivement sur le réseau Solana, nouveau repaire des meme coins.
En janvier 2025, Donald Trump lance son meme coin officiel. Sa valorisation est montée, en quelques heures, à plusieurs milliards de dollars. Un mois plus tard, le  « Trump coin » est en 34ème position sur le marché mondial des cryptomonnaies. Fin mars 2025, le memecoin Trump a ruiné 813 000 investisseurs. L’opération aurait en revanche rapporté plus de 350 millions de dollars au président américain. 
En février 2025, la République centrafricaine lance son meme coin officiel le $CAR, après l'échec de sa première coin le Sango. 
Début avril 2025, en pleine panique financière, les meme coins inspirés par les pets, comme le Fartcoin ou le Fartboy, offrent des performances improbables.

### Shitcoin
Le terme « shitcoin » (qui peut être traduit littéralement en français par « monnaie de merde ») désigne péjorativement des cryptomonnaies dénuées de valeur intrinsèque ou de fondamentaux solides, et donc généralement considérés comme de mauvais investissements. Ces cryptomonnaies ne reposent en effet sur rien, et en théorie ne valent rien, mais leur cours peut être manipulé et momentanément exploser en raison d'un buzz inattendu, d'un marketing plus ou moins caché, ou à la suite d'un tweet d'une personnalité comme Elon Musk.
Ces shitcoins sont subjectivement considérées comme de mauvais investissements car elles n’ont aucune base d’existence ou d'objectif identifiable et manquent de fondamentaux pour les soutenir. Il peut s'agir d'une arnaque de type système de Ponzi (ou d'un autre type d'escroquerie ne visant qu'à enrichir le créateurs de la nouvelle cryptomonnaies).
Le risque de perte d'argent est parmi les plus élevés,, même si quelques projets semblent parvenir à s’imposer et à perdurer au moins provisoirement.

## Réglementation
Certains pays ou des juridictions supranationales ont pris ou préparent des mesures pour réglementer les meme coins.
Ainsi, début 2021, la Thaïlande les a interdits dans le cadre d'une répression des biens numériques « sans objectif ou substance clair ».
La réglementation européenne comprend le Règlement MiCA (Markets in Crypto-Assets), qui définit un cadre dont le premier volet s'applique à partir du 30 juin 2024 à toutes les opérateurs du secteur des cryptomonnaies, cadre qui concerne aussi les meme coins.